# Эсраил
Эсраил — ангел из апокрифических текстов «Апокалипсис Петра» и «Откровение Павла». Возможно соответствует иудейско-исламскому архангелу смерти Азриэлю (Азраилу) и езидскому архангелу Эзраилу.
В «Апокалипсисе Петра» Эсраил именуется «Ангелом Гнева», мучающим грешников после Страшного суда:
- «А другие мужи и женщины стояли [по воле ангела гнева Эсраила] до середины своего тела в пламени, и были бросаемы в мрачное место и бичуемы злыми духами, и внутренности их пожирали червями неусыпными. То были те, которые преследовали праведных и предавали их»[1].
- «И было у обрыва того место, наполненное [ангелом Эсраилом] пламенем сильнейшим. И стояли там мужи, которые руками своими творили идолов вместо Бога. И были там иные мужи и женщины, державшие пылающие розги и бившие ими друг друга, и не было им никогда отдохновенья от этой муки»[2].
- «Затем приводит ангел Эсраил детей и дев, чтобы показать им казнимых. Казнятся они болью, подвешиванием и множеством ран кои наносят им плотоядные птицы. Это те, которые полагались на грех свой не слушаются родителей своих и учению отцов своих не следуют, а тех, кто старше их, не почитают. С ними девы они облекаются тьмою как одеждами, и сурово казнят их, разрывая их плоть. Это те которые не сохранили своего девства до времени вступления в брак, и претерпевая эту муку, получают они наказание за то»[2].
- «И при этой казни слепые и немые женщины в белых одеждах. И сбиваются они в одну толпу и падают на угли огня неугасимого. Это те, которые подают милостыню и говорят: „Мы праведны пред богом“, сами же праведности не имели. Выводит ангел Эсраил из этой казни и ставит пред судом. Таков суд их. Течёт огненный ручей. Ставит их туда ангел Уриил. И есть тут огненные колёса, и мужи и женщины приковываются к ним силою вращения колёс этих. И горят те, которые во рву. Это колдуны и колдуньи. Этим колёсам при каждом суде несть числа»[3].